# Greenville County School District
Greenville County School District (ofte forkortet som GCSD) er et skoledistrikt i Greenville County, South Carolina i USA. GCSD er det største skoledistrikt i South Carolina. GCSD indskriver mere end 71.000 studerende, og har 8.567 ansatte. Der er også 83 skoler i skoledistriktet.

## Udvalgte skoler
- Carolina Academy
- Eastside High School
- Greer High School
- Hillcrest High School
- J. L. Mann High School
- Mauldin High School
- Riverside High School
- Southside High School
- Travelers Rest High School